# Peléades
En la Grecia Antigua, las peléades (en griego αἱ πελειάδες, ‘palomas’) eran las sacerdotisas del Oráculo de Dodona.
Según Heródoto, estas sacerdotisas eran tres, llamadas Promenia, Timárete y Nicandra. El descubrimiento en Dodona de una moneda de un tipo raro, fechada hacia 300 a. C. y llevando en la cara el roble sagrado rodeado por tres palomas, puede ser considerado como una confirmación arqueológica de la versión de Heródoto.
Píndaro hace referencia a las Pléyades como las peléades, un vuelo de palomas, pero el vínculo parece más poético que mitológico. El carro de Afrodita era tirado por una bandada de palomas, sin embargo.
Puede aventurarse la hipótesis de que el mito, recogido por Heródoto sobre el siglo V a. C., de la paloma negra que estaba en el origen del oráculo de Dodona, es un intento de aplicar una etimología popular al nombre arcaico de las sacerdotisas, cuyo sentido se había perdido. Es posible que la raíz pel- en su nombre estuviera al principio relaciones con las raíces que significan ‘negro’ o ‘fangoso’ en nombres como Peleo o Pélope.